# 奥布豪森
奥布豪森是德国萨克森-安哈尔特州的一个市镇。总面积37.33平方公里，总人口2365人，其中男性1194人，女性1171人（2011年12月31日），人口密度63人/平方公里。